# Bisdom Primavera do Leste-Paranatinga
Het bisdom Primavera do Leste-Paranatinga (Latijn: Dioecesis Orientalis Veris-Paranatinguensis) is een rooms-katholiek bisdom met als zetels Primavera do Leste en Paranatinga, in Brazilië. Het bisdom is suffragaan aan het aartsbisdom Cuiabá.

## Geschiedenis
Het bisdom werd opgericht op 23 december 1997, als de territoriale prelatuur Paranatinga, uit delen van de bisdommen Barra do Garças, Rondonópolis en Sinop. Op 25 juni 2014 werd het verheven tot bisdom. 

## Parochies
Het bisdom had in 2021 een oppervlakte van 89.636 km2 en telde 231.826 inwoners waarvan 63,3% rooms-katholiek was.

## Bisschoppen
- Vital Chitolina (23 december 1997 - 28 december 2011)
- Derek John Christopher Byrne (25 juni 2014 - 7 juni 2023)
  - Mário Antônio da Silva (apostolisch administrator: 12 juni 2023 - 3 december 2023)
- João Aparecido Bergamasco (4 oktober 2023 - heden)

Cuiabá (aartsbisdom) · Barra do Garças · Diamantino · Juína · Primavera do Leste-Paranatinga · Rondonópolis-Guiratinga · São Félix (territoriale prelatuur) · São Luíz de Cáceres · Sinop